# Hans von Breßler
Hans Wilhelm Karl Graf von Breßler (teilweise als Bressler; Bresler geschrieben; * 9. März 1801 in Kotitz (Weissenberg); † 3. November 1865 in Dresden) war ein deutscher Kammerherr, Majoratsbesitzer und Freimaurer.

## Leben

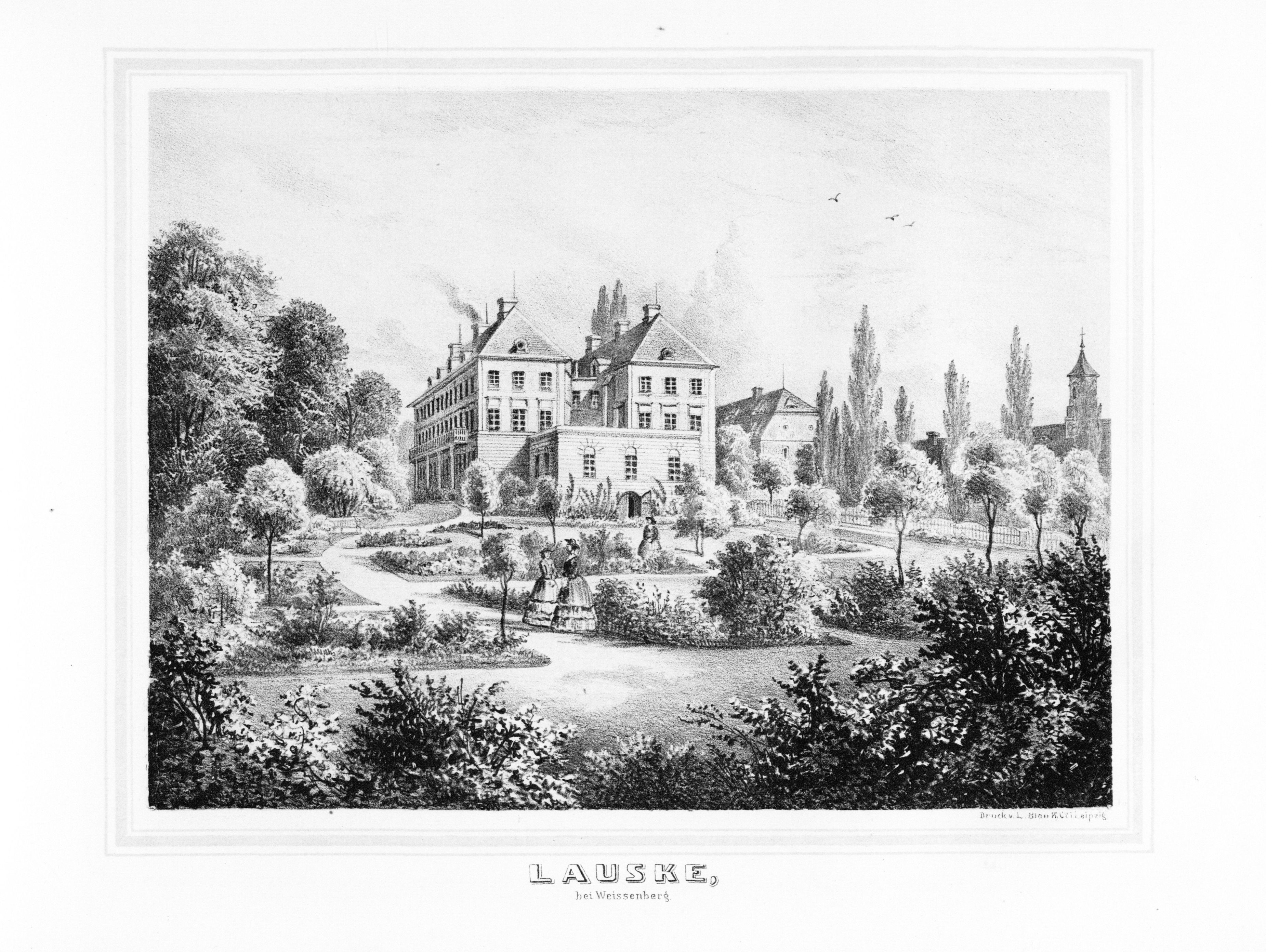
Rittergut Lauske Mitte des 19. Jahrhunderts

Hans Wilhelm Karl Graf von Breßler entstammte der 1709 nobilitierten Familie von Breßler, für den Vorfahre Joachim Breßler, K. K. Rat in Schlesien. Das schlesische Inkolat folgte 1787, der Reichsgrafenstand für Gottlieb Wilhelm Ritter von Breßler auf Lauske, kurfürstlich sächsischer Geheimer Rat, zu Dresden 1792. Hans war der Sohn des Karl Christian Gottlob Graf von Breßler, Majoratsherr auf Lauske sowie auf Alt Kemnitz in Schlesien und dessen Ehefrau Auguste von Hopfgarten. Seine Jugendzeit verbrachte Graf Hans am Fellenberg-Institut Hofwil in der Schweiz, dann im damaligen Ungarn und war an der Bergakademie Schemnitz. Er wurde später sächsischer Bergrat und Oberstkammerassessor in Schemnitz. 1827 heiratete Breßler Emma Reichsgräfin von Reichenbach-Goschütz (* 1806; † 1893), Tochter des Landrats, Oberst Leopold Graf von Reichenbach-Goschütz (* 1773; † 1834) und der Ernestine von Czetteritz-Pilzen. Das Ehepaar hatte sechs Töchter und einen Sohn. Die älteste Tochter Antonie ehelichte Valerian von Pfeil und Klein-Ellguth, die Tochter Marie heiratete Otto Graf Matuschka, die Tochter Elisabeth den Grafen Alfred Sermage von Szomszédvár und Medwedgrad. Der einzige Sohn von Hans und Emma war Graf Karl Gottlieb Wilhelm (* 1836; † 1894). Hans Graf Breßler selbst war zuletzt Familienoberhaupt seines Adelsgeschlechts und Kammerherr.
Hans Graf von Breßler gehörte seit Sommer 1835 in Hirschberg der Freimaurerloge "Zur heissen Quelle" an, wechselte 1844 zur Loge "Zur Goldnen Mauer" in Bautzen, war in diesem Zusammenhang mehrfach schriftstellerisch tätig und verfasste Gedichte. Zum Zeitpunkt seines Todes waren 212 Mitglieder in den preußischen Logen nachweislich. 1859 und 1860 war Breßler Mitherausgeber des Asträa-Taschenbuches für Freimaurer. Noch kurz vor seinem Tod gab es seitens der Katholischen Kirche Kritik bezüglich eines Artikels "Freiherr von Ketteler" und wurde als Infamie betrachtet.
Für den 26. September 1848 ist die Arretierung des Hans Graf von Bressel in Berlin dokumentiert, berufend auf zwei Zeugenaussagen, er hätte schon zuvor dem preußischen König die Aufforderung gegeben der Krone zu Gunsten des Prinzen von Preußen zu entsagen. Und nun, am 25. September 1848, soll er namentlich zum Barrikadenbau aufgefordert haben, was als Anreitzung zur Aufruhr galt. Breßler wurde in die Berliner Stadtvogtei abgeführt.
Die Witwe Emma von Breßler lebte zuletzt bei ihrer Tochter Leopoldine in Gotha. Der Gutserbe auf Schloss Altkemnitz war der Sohn Karl Gottlieb Wilhelm Graf Breßler, kgl. sächs. Kammerherr, Besitzer des Gutes Lauske in Sachsen. Ihm wiederum folgte sein Sohn aus erster Ehe mit Sidonie von Dolega-Kozierowska, Hans-Gregor Graf von Bressler. Der erbte auch Lauske bei Löbau und betreute dies etwa bis 1932. Dann wurde nur noch Altkemnitz bewirtschaftet. Die Grafen von Breßler sind vor 1961 in der männlichen Linie ausgestorben, die Nachfahren von Graf Hans starben früh, zumeist in den weiteren Kriegen. Die letzte Breßler-Generation hatte keine Kinder.

### Werk
- Die Nothwendigkeit und Heiligkeit des Absolutismus. Ein Morgengruß vom Grafen v. Bressler., F. Schneider und Comp. Berlin 1850. in: Digitalisat, in: Flugschriften Universitätsbibliothek UB der Goethe-Universität Frankfurt am Main.
- Graf Joseph von Radowitz und das Gewissen. Ein mahnend Wort. C. W. Krahn, Hirschberg 1850.
- Artikelserie: Die Gesellschaft, in: Die Bauhütte. Organ des Vereins deutscher Freimaurer, Hrsg. J. G. Findel, Leipzig 1864.[19]
- Die sozialen Fragen u. ihre Beantwortung, bearb. für den Bürger u. Landmann. Schneider & Co., Berlin. (ohne Angabe).[20]
- Maurer-Gruss zum Neuen Jahre, in alter Anhänglichkeit den Brüdern dargebracht, C. W. Krahn, Hirschberg (um 1865).